# São Felipe d’Oeste
São Felipe d'Oeste – miasto i gmina w Brazylii, w stanie Rondônia. Znajduje się w mezoregionie Leste Rondoniense i mikroregionie Vilhena.